# Chicago Fire (seizoen 3)
Dit artikel vat het derde seizoen van Chicago Fire samen. Dit seizoen liep van 23 september 2014 tot 12 mei 2015 en bevatte drieëntwintig afleveringen.

## Rolverdeling

### Hoofdrollen
- Jesse Spencer - luitenant Matthew Casey
- Taylor Kinney - luitenant Kelly Severide
- Monica Raymund - paramedicus Gabriela Dawson
- Kara Killmer - paramedicus Sylvie Brett
- Charlie Barnett - brandweerman Peter Mills
- Eamonn Walker - commandant Wallace Boden
- David Eigenberg - brandweerman Christopher Hermann
- Yuri Sardarov - brandweerman Brian "Otis" Zvonecek
- Joe Minoso - brandweerman / chauffeur Joe Cruz
- Christian Stolte - brandweerman Randy "Mouch" McHolland
- Randy Flagler - reddingswerker Capp

### Terugkerende rollen
- Jeff Hephner - reddingswerker Jeff Clarke
- Edwin Hodge - reddingswerker Rick Newhouse
- Warren Christie - reddingswerker Scott Rice
- Kenny Johnson - luitenant Tommy Welch
- Melissa Ponzio - Donna Robbins-Boden
- Gordon Clapp - kapelaan Orlovsky
- Eric Mabius - Jack Nesbitt
- Amy Morton - brigadier Trudy Platt
- Brian Geraghty - politieagent Sean Roman
- Jon Seda - rechercheur Antonio Dawson
- Jason Beghe - brigadier Henry "Hank" Voight
- DuShon Monique Brown - secretaresse Connie
- Anthony Ferraris - Tony

## Afleveringen
| Nr. | Aflevering | Titel                                | Regisseur          | Schrijver(s)                      | Selectie gastrollen | Uitzenddatum      |  |
| --- | ---------- | ------------------------------------ | ------------------ | --------------------------------- | --- | ----------------- |  |
| 47 | 1          | Always                               | Joe Chappelle      | Michael Brandt Derek Haas         | Lauren German - paramedicus Leslie Shay Mo Gallini - Jose Vargas Corey Sorenson - Andy Darden William Smillie - Hadley Josh Bywater - Rodger | 23 september 2014 |  |
| Na de ontploffing van het gebouw waar iedereen van kazerne 51 aanwezig was, met uitzondering van Boden die buiten toekeek, wordt duidelijk dat iedereen het overleefd heeft. Dan komen ze tot een schokkende ontdekking, Shay is hierbij hier bij zo gewond geraakt dat zij komt te overlijden. Dit geeft zo grote impact op de manschappen dat zij worstelen met hun emotie. Severide heeft grote moeite met het verlies van zijn beste vriendin dat hij nu afwezig is van zijn werk zonder toestemming. Casey spoort hem op en hoort dan van hem dat hij geen behoefte heeft om terug te keren. Casey blijft in gevecht met luitenant Welch van kazerne 66, de toekomstige kazerne van Dawson. Welch blijkt niet open te staan voor de komst van Dawson en laat dit ook duidelijk merken, dit omdat hij geen vrouwen wil in zijn kazerne. Boden gaat samen met zijn vrouw Donna uit eten met Mouch en zijn nieuwe vriendin Trudy (brigadier Platt uit televisieserie Chicago P.D.). Mills krijgt informatie over de familie van zijn omgekomen vader en wil contact met hen zoeken, dit ondanks de smeekbede van zijn moeder om dit niet te doen. Herrmann en Otis bedenken een nieuw plan voor hun café Molly's Bar. |            |                                      |                    |                                   | |                   |  |
| 48 | 2          | Wow Me                               | Tom DiCillo        | Andrea Newman                     | Sophia Bush - rechercheur Erin Lindsay Linda Powell - Ingrid Mills Laya DeLeon Hayes - Naomi Kurt Ehrmann - chief Joel Tiberg Josh Bywater - Rodger | 30 september 2014 |  |
| Severide besluit toch terug te keren op kazerne 51 na de dood van zijn vriendin Shay. Hij wil echter niet in het appartement blijven die hij deelde met haar, hij neemt de uitnodiging van Casey en Dawson aan om bij hem in te trekken. Kazerne 51 krijgt een oproep om een man te helpen die vastzit onder zijn aanhanger. Dawson kan niet wachten tot zij aan de gang kan als brandweervrouw op kazerne 66, ondanks de tegenwerking die zij van daar krijgt. Mills graaft dieper in de geschiedenis van de familie van zijn omgekomen vader. Herrmann vraagt aan de mogelijke nieuwe investeerders van Molly's Bar om nieuwe ideeën om hun zaak uit te breiden. Dawson wordt dan toch eindelijk ten huwelijk gevraagd door Casey, zij accepteert onmiddellijk dit aanzoek. |            |                                      |                    |                                   | |                   |  |
| 49 | 3          | Just Drive the Truck                 | Sanford Bookstaver | Michael Gilvary                   | LaRoyce Hawkins - Kevin Atwater Kevin Gudahl - dr. Bachman Glenn Stanton - Molina Scott Kurz - McFarland Kurt Ehrmann - chief Joel Tiberg | 7 oktober 2014    |  |
| Kazerne 51 en 66 worden allebei opgeroepen om naar een brand te gaan. Als zij elkaar zien onderweg ontstaat er een wedstrijd tussen hen die noodlottig afloopt, op een kruispunt komen zij tot een botsing die de wagen van kazerne 51 op zijn zij doet belanden en verschillende zware gewonden tot gevolgen heeft. De verdenking van dit ongeluk gaat al snel uit naar Cruz, en hij moet vrezen voor juridische stappen tegen hem. Cruz, Herrmann en Mouch kijken naar nieuwe ideeën om nieuw leven in Molly's Bar te blazen. Boden en Casey bekijken of het mogelijk is om Dawson als aspirant in hun kazerne te houden. Mills is bang dat hij zijn werk niet meer naar behoren kan uitvoeren, nadat hij om onbekende reden flauw is gevallen tijdens zijn werkzaamheden. |            |                                      |                    |                                   | |                   |  |
| 50 | 4          | Apologies Are Dangerous              | Steve Shill        | Michael Brandt Ryan Rege Harris   | Marina Squerciati - politieagente Kim Burgess Chris J. Johnson - Harrison Lanise Antoine Shelley - Dee Jerry MacKinnon - Andre William Gines - Omar | 14 oktober 2014   |  |
| Severide raakt betrokken bij een schietpartij in een metrostation, hierdoor denkt hij na over zijn positie op kazerne 51. Dawson begint als aspirant op kazerne 51, en probeert een balans te vinden in haar werk en haar relatie met Casey die nu haar baas is. Mills wordt tot zijn teleurstelling afgekeurd als reddingsmedewerker en neemt nu de nieuwe baan aan als paramedicus op de ambulance. De ex-verloofde van Brett, de nieuwe paramedicus, komt haar opzoeken in Chicago, dit om haar terug te winnen. Een inspecteur van de gemeente komt Molly's Bar inspecteren. |            |                                      |                    |                                   | |                   |  |
| 51 | 5          | The Nuclear Option                   | Joe Chappelle      | Tim Talbott                       | Patrick Flueger - Adam Ruzek Chris J. Johnson - Harrison Nicole Forester - Christie Kurt Ehrmann - chief Joel Tiberg Lena Torluemke - Violet Mike McNamara - Jim Jordan | 21 oktober 2014   |  |
| Casey hoort verontrustend nieuws over zijn zus, zij en haar man Jim gaan scheiden. Casey duikt in het leven van Jim en ontdekt dat hij bijna failliet is en dat hij een affaire heeft. Dit brengt hem in een moeilijke positie of hij dit moet vertellen aan zijn zus. Cruz is teleurgesteld als hij krijgt te horen dat hij voorlopig geschorst is als chauffeur, dit na het ongeval waar hij verantwoordelijk voor werd gehouden. Boden is het hier niet mee eens en wil het hogerop uitvechten, ook als dit consequenties kan hebben voor zijn carrière. Dawson en Mills proberen hun weg te vinden in hun nieuwe functie. Herrmann is niet tevreden over het functioneren van Dawson en biedt zijn hulp aan haar aan. Severide worstelt nog steeds met het verlies van zijn vriendin Shay, hij zoekt zijn heil in drank om zo het verlies te kunnen vergeten. Brett kan niet beslissen of zij in Chicago blijft of weer meegaat met haar ex-verloofde. De eigenaren van Molly's Bar heeft een oude bestelbus gekocht die als eetwagen moet gaan dienen, zij krijgen hem alleen tot hun grote frustratie niet gestart. |            |                                      |                    |                                   | |                   |  |
| 52 | 6          | Madmen and Fools                     | Rod Holcomb        | Tiller Russell                    | Serinda Swan - Brittany Baker Nicole Forester - Christie Rebecca Spence - Katherine Keating Laya DeLeon Hayes - Naomi Mike McNamara - Jim Jones | 28 oktober 2014   |  |
| Kazerne 51 wordt opgeroepen naar een appartement waar een jongen vastzit in de reling van het balkon. Nadat de jongen uit zijn benarde situatie wordt gered wordt de jongen meegenomen door de kinderbescherming, dit omdat er meer gevallen zijn uit het verleden van verwaarlozing en misbruik. Brett raakt dan emotioneel betrokken bij deze zaak nadat zijn moeder haar smeekt voor hulp, Severide adviseert haar om zich hier niet in te mengen. Na onderzoek gedaan te hebben pleiten Brett en Severide voor de moeder en vragen de kinderbescherming om haar zoon terug te geven, dit verzoek wordt uiteindelijk ingewilligd. Dawson neemt het aanbod aan van Herrmann om haar op te leiden tot een volleerd brandweervrouw, zo krijgt zij een extensieve training van hem. Casey besluit zijn zus te helpen met de scheiding tussen haar en haar man Jim. Het blijkt dat zijn zus in het verleden afstand heeft gedaan van haar rechten ten opzichte van haar man, zij bleek toen niet te weten waarvoor zij tekende. Casey roept dan de hulp in van Newhouse om informatie te vinden van Jim en zijn vriendin om dit tegen hen te kunnen gebruiken. Zij vinden dan informatie die zij kunnen gebruiken tegen Jim en zijn vriendin om zo zijn zus financieel te helpen met haar toekomst. Mills helpt Newhouse in een andere zaak, deze zaak betreft het terughalen van een gestolen hond. Tijdens deze reddingsactie worden Mills en Newhouse ineens beschoten. Later de dag wordt Newhouse thuis aangevallen door een onbekende man die hem mishandelt. Severide is toe aan een vakantie en vraagt zijn ploeg om mee te gaan naar Las Vegas, iedereen bedankt hiervoor en dan vraagt hij Brett om mee te gaan. Brett vindt dit niet zo’n goed idee en wijst zijn uitnodiging af. Severide besluit dan maar om alleen naar Las Vegas te gaan, daar ontmoet hij in een casino een onbekende vrouw waarvan hij meteen onder de indruk is. Zij staan beiden bij een crapstafel. Severide wint veel geld en gaat ervan uit dat de dame hem geluk brengt, uit dankbaarheid kust hij haar. |            |                                      |                    |                                   | |                   |  |
| 53 | 7          | Nobody Touches Anything              | Alex Chapple       | Dick Wolf Jill Weinberger         | Sophia Bush - rechercheur Erin Lindsay Serinda Swan - Brittany Baker Kelli Giddish - rechercheur Amanda Rollins Anthony Irons - Jake Williams Jess Berry - Allison | 11 november 2014  |  |
| Severide keert terug op kazerne 51 na zijn reis naar Las Vegas en deelt daar iedereen mee dat hij getrouwd is, dit zorgt voor veel verbazing onder het personeel. Casey en Dawson gaan akkoord dat Severide zijn nieuwe vrouw meeneemt in hun huis. Mills maakt zich zorgen over de bijbaan van Newhouse nadat hij mishandeld werd door een onbekende man. Kazerne 51 worden opgeroepen om een vrouw te redden die vastzit in een brandende auto, zij voeren een strijd tegen de klok om haar te redden. Hierna worden zij opgeroepen naar een woningbrand, tijdens het blussen vinden zij foto's van jonge kinderen bij een slachtoffer en Severide vermoedt dat het slachtoffer een kindermisbruiker is en roept de hulp in van de politie. Brett is op zoek naar een sportschool waar zij zumbalessen kan volgen. Als zij een sportschool heeft gevonden is zij zeer verbaasd als zij ziet wie de instructeur is, het is haar collega Cruz. Cruz is ook verbaasd als hij Brett ziet, hij smeekt haar dit geheim te houden voor zijn collega's. Deze aflevering is een cross-over met de televisieseries Law & Order: Special Victims Unit en Chicago P.D. |            |                                      |                    |                                   | |                   |  |
| 54 | 8          | Chopper                              | Jann Turner        | Derek Haas Michael A. O'Shea      | Serinda Swan - Brittany Baker Jason Kennett - Gus Gail Rastorfer - Julia Sarah Price - Sally Ric Walker - Robert | 18 november 2014  |  |
| Kazerne 51 krijgt een oproep om te assisteren nadat een helikopter is neergestort op een gebouw, dit zorgde voor een enorme chaos en vele gewonden. Later wordt ontdekt dat dit veroorzaakt werd door een drone die bestuurd werd door een tiener. Tijdens de reddingswerkzaamheden komt Brett oog in oog te staan met een slachtoffer die behandeling weigert, dit maakt hij duidelijk door haar onder schot te houden. Later geeft hij haar toch toestemming voor behandeling. Als dank geeft hij haar later een visitekaartje met de boodschap dat zij hem mag bellen als zij in de problemen zit. Severide merkt tijdens de werkzaamheden door de vele sms berichten dat zijn vrouw zeer bezorgd is over zijn welzijn. Boden gaat samen met zijn zwangere vrouw naar een afspraak bij de dokter om hun ongeboren kind te onderzoeken. De relatie tussen Casey en Dawson wordt op proef gesteld. |            |                                      |                    |                                   | |                   |  |
| 55 | 9          | Arrest in Transit                    | Jean de Segonzac   | Andrea Newman                     | James Russo - Papa Lullo Tyler Young - Jason Lullo Serinda Swan - Brittany Baker Jesse Lee Soffer - Jay Halstead Gene Weygandt - chief Jones | 25 november 2014  |  |
| De relatie tussen Dawson en Casey raakt steeds meer in negatieve spiraal nadat zij zijn orders negeert bij een brand van een tankwagen. Cruz krijgt steeds meer romantische gevoelens voor Brett en maakt dit haar ook duidelijk. Mills krijgt te maken met een man die overlijdt kort na een ongeluk. Mouch krijgt te maken met problemen in zijn relatie met Trudy. |            |                                      |                    |                                   | |                   |  |
| 56 | 10         | Santa Bites                          | Holly Dale         | Michael Brandt Derek Haas         | James Russo - Papa Lullo Robyn Coffin - Cindy Herrmann Brad Walker - Fred Carlisle Abigail Kuklis - Chloe | 2 december 2014   |  |
| Kazerne 51 wordt opgeroepen voor een woningbrand, tijdens de bluswerkzaamheden wordt een echtpaar in gevaar gebracht. Mills krijgt te maken met de vader van de jongen die pas onder zijn handen is overleden, de vader houdt Mills hiervoor verantwoordelijk en zweert wraak. De vader blijkt de baas te zijn van de plaatselijke maffia, dit boezemt angst in bij Mills. De relatie tussen Dawson en Casey gaat nog meer bergafwaarts na een onplezierige verrassing. Boden en Donna wachten nog steeds in spanning op de geboorte van hun kind. Kazerne 51 krijgt bezoek van de brandweerkapelaan, hij vraagt of iedereen een donatie wil doen voor de lokale soepkeuken. Tijdens een lokaal feest willen Herrmann, Otis en Cruz de opgeknapte eetwagen aan het publiek laten zien, tijdens een live interview op tv gaat de eetwagen er ineens vandoor en rijdt een kraam binnen. De brandweerkapelaan is teleurgesteld als hij de tegenvallende opbrengst van de donatie in handen krijgt, maar is alweer snel blij als hij hoort dat de eetwagen aan hem geschonken wordt voor zijn soepkeuken. |            |                                      |                    |                                   | |                   |  |
| 57 | 11         | Let Him Die                          | Steve Shill        | Michael Gilvary                   | James Russo - Papa Lullo Jason Kennett - Gus Kyle Hatley - Vic Steve Lenz - Sean Robyn Coffin - Cindy Herrmann Jesse Lee Soffer - Jay Halstead Richard Roundtree - Wallace Boden sr. | 6 januari 2015    |  |
| Mills en Brett zijn op pad gestuurd naar een gewonde man in een steeg. Na een aantal uur maakt het personeel op kazerne 51 zich zorgen als Mills en Brett nog niet terug zijn gekeerd. Als zij op pad gaan om hen te zoeken vinden zij de ambulance met verder niemand aanwezig. Dan schakelen zij de politie in en zetten een grote zoektocht op. Uiteindelijk kunnen zij gelokaliseerd en bevrijd worden, het blijkt dat de ontvoerder wraak wilde nemen op Mills. Casey en Dawson maken samen een heftige tijd door terwijl zij afspraken willen maken hoe zij hun privéleven en werk gescheiden kunnen houden. De baby van Boden en Donna wordt geboren met complicaties, in deze zware periode krijgen zij hup van Herrmann die hen bijstaat. Boden is blij verrast als hij ineens bezoek krijgt van zijn vader die op kraamvisite komt. |            |                                      |                    |                                   | |                   |  |
| 58 | 12         | Ambush Predator                      | Joe Chappelle      | Steve Chikerotis Tiller Russell   | LaRoyce Hawkins - Kevin Atwater Annika Boras - Lynette Cunningham Richard Roundtree - Wallace Boden sr. Alex Weisman - Chout Alan Wilder - Marvin Watkins | 13 januari 2015   |  |
| Kazerne 51 worden opgeroepen naar een brand in een garagebox, na het blussen vinden zij diverse spullen voor het plegen van brandstichtingen. Severide en Dawson vinden ook papieren die wijzen naar de brand waar Shay kwam te overlijden, hierdoor vermoeden zij dat Shay is gestorven door brandstichting. Zij gaan op zoek in het band waar Shay is omgekomen en vinden daar sporen van brandstichting. Kazerne 51 worden opgeroepen voor een auto-ongeluk, daar aangekomen zien zij dat een van de zwaar gewonde de brandweerkapelaan is. Zij kunnen hem bevrijden en wordt dan met grote spoed naar het ziekenhuis gebracht, de achterblijvers hopen allemaal dat hij het overleefd. Herrmann haalt Otis en Cruz over om mee te helpen in het coachen van het jeugdijshockey team. Boden en Donna zijn blij dat de vader van Boden er is en halen hun contact weer op. Mills en Brett worden opgeroepen naar een woning, daar aangekomen vertelt de gewonde vrouw dat er niets aan de hand is en stuurt hen weer weg. Zij vermoeden dat de vrouw slachtoffer is van huiselijk geweld en willen haar helpen. |            |                                      |                    |                                   | |                   |  |
| 59 | 13         | Three Bells                          | Three Bells        | Jill Weinberger                   | Richard Roundtree - Wallace Boden sr. Robert Knepper - Adrian Gish Annika Boras - Lynette Cunningham Ellen Woglom - Megan Shay Marina Squerciati - Kim Burgess William Smillie - Hadley | 3 februari 2015   |  |
| Severide is nog steeds met zijn onderzoek bezig naar de brandstichter die Shay vermoordde. Later ontdekt hij dat deze brandstichter meerdere doden op zijn geweten heeft. Ondertussen bezoekt de zus van Shay kazerne 51 en loopt een dag mee met de ambulance, om zo te zien wat haar zus voor werk deed. Cruz krijgt een verrassing te verwerken, zonder zijn medeweten laat Otis zijn oma uit Rusland bij hen wonen. Boden hoort tot zijn ontzetting dat zijn vader kanker heeft en niet meer lang te leven heeft. Hij wil ondanks zijn verzet zijn vader helpen. Aan het einde van hun dienst houdt het personeel een herdenkingsdienst voor Shay. |            |                                      |                    |                                   | |                   |  |
| 60 | 14         | Call It Paradise                     | Reza Tabrizi       | Matt Olmstead Michael A. O'Shea   | Lauren German - Leslie Shay Annika Boras - Lynette Cunningham Bree Williamson - Beth Olivia Horton - Toni Jessup Liz E. Morgan - Celia Richard Roundtree - Wallace Boden sr. | 10 februari 2015  |  |
| Op een ijskoude dag start ambulance van kazerne 51 niet meer door motorpech en Chicago sluit de hulplijnen door technische problemen. Dawson ontdekt voor de kazerne een achtergelaten baby meisje in een doos, zij haalt het naar binnen waar zij haar kan verzorgen. Als een vrouw binnenkomt en verklaart de moeder van de baby te zijn vertrouwt Dawson haar niet en vertelt haar dat zij wacht op de kinderbescherming. Dawson ontdekt dat zij de moeder niet is en dan haalt de moeder een pistool tevoorschijn en eist dat Dawson de baby aan haar geeft. Als de rest van het personeel opduikt kunnen zij de moeder overtuigen om het op te geven waarna zij de kazerne ontvlucht. Later wordt bekend dat de zogenaamde moeder de baby eerder had ontvoerd. Brett en Mills worden opgeroepen naar een leegstaand gebouw, daar aangekomen vinden zij een gewonde jongen die onder invloed van drugs verkeerd, hij vertelt hen dat een meisje in het gebouw zit. Brett gaat op zoek naar haar en vindt haar in een put waar zij in gevallen is, hangend aan de rand vastzitten aan een stuk betonijzer. Als het reddingsteam van de kazerne bij hen komen kunnen zij samen het meisje bevrijden. De vader van Boden wil nog een feest geven voordat hij sterft en geeft een Hawaïaans feestje in Molly's Bar. Na het feest hebben Boden en zijn vader nog een leuk gesprek bij hem thuis, als hij later terugkomt bij zijn vader ziet hij tot zijn verdriet dat hij overleden is. Op het feest ontmoet Casey een leuke dame met wie hij naar haar huis gaat en seks hebben. Severide gaat naar huis en kijkt daar oude videobanden waar Shay opstaat. |            |                                      |                    |                                   | |                   |  |
| 61 | 15         | Headlong Toward Disaster             | Joe Chappelle      | Michael Gilvary                   | Matthew Del Negro - Pat Pridgen Bree Williamson - Beth Liz E. Morgan - Celia Jen Johansen - Sharon | 17 februari 2015  |  |
| Na het overlijden van zijn vader neemt Boden een vakantie om te rouwen en zich te richten op zijn nieuw gezin. Hierdoor krijgt kazerne 51 tijdelijk een nieuwe commandant in de persoon van Pat Pridgen. Casey vindt de vrouw wel leuk die hij op het laatste feest heeft ontmoet en denkt verliefd op haar te zijn. Zijn ontzetting is groot als blijkt dat zij de ex-vrouw is van Pridgen, hij besluit dat hij de relatie moet verbreken. Tijdens een oproep van kazerne 51 maakt Pridgen een verkeerde beslissing, hierdoor twijfelt Casey aan zijn vakbekwaamheid. Severide maakt kennis met een nieuwe medewerker in zijn ploeg, Tommy Welch. Al het personeel op de kazerne is het hier niet mee eens dat hij bij hen komt werken en eisen dat hij weg gaat. Pridgen wil hier echter niets van weten en laat hem blijven. Brett zoekt contact met het meisje dat zij pas gered heeft en er ontstaat een vriendschap tussen hen. |            |                                      |                    |                                   | |                   |  |
| 62 | 16         | Red Rag the Bull                     | Sanford Bookstaver | Tiller Russell                    | Matthew Del Negro - Pat Pridgen Kurt Ehrmann - chief Joel Tiberg Alex Weisman - Chout Steve Chikerotis - chief Walker Tim Ryder - Phil Lily Mojekwu - Veronica Harrington | 3 maart 2015      |  |
| Mouch ontdekt dat zijn anonieme spermadonaties, die hij vroeger heeft gedaan, niet meer anoniem zijn. Hij krijgt een oproep van een tiener die hem wil ontmoeten, Mouch wil hier echter niets van weten. Kazerne 51 krijgt te maken met een intern onderzoek naar een incident bij de laatste oproep, waar Pridgen een verkeerde beslissing nam wat de manschappen in gevaar bracht. Pridgen wil Casey hier voor laten opdraaien en eist dat Welch zijn steun aan hem geeft hierin. Severide staat nu tussen twee vuren en moet beslissen wie hij zal steunen. Welch beseft dat als hij Casey aangeeft hij het helemaal kan vergeten bij zijn collega's en besluit Casey te steunen. Brett en Cruz proberen Dawson aan een nieuwe relatie te helpen. |            |                                      |                    |                                   | |                   |  |
| 63 | 17         | Forgive You Anything                 | Reza Tabrizi       | Dick Wolf Matt Olmstead           | Yaya DaCosta - April Sexton Kevin Gudahl - dr. Bachman George Toliopoulos - Logan Rice Joe Keery - Emmett | 10 maart 2015     |  |
| Kazerne 51 is opgelucht als hun commandant Boden weer terugkeert na zijn absentie. Zij worden meteen weer op de proef gesteld als zij een oproep krijgen van een ongeluk in een parkeergarage. Severide helpt een oude vriend die hij een baan aanbiedt in zijn team, Mills is hier boos over omdat hij ook bezig was om terug te keren. Mouch heeft spijt dat hij zij biologische kind een ontmoeting heeft onthouden, hij zoekt contact met hem op om dit te zeggen. Hij is verbaasd als hij hoort dat hij geen kind van hem is, maar dat hij contact zocht voor zijn zus, die een biologisch kind van hem is. Brett en Dawson gaan samen op stap om een echte meidenavond te hebben. Casey krijgt in zijn vrije tijd een baan aangeboden om een stripclub te renoveren. |            |                                      |                    |                                   | |                   |  |
| 64 | 18         | Forgiving, Relentless, Unconditional | Karyn Kusama       | Michael A. O'Shea Jill Weinberger | Yaya DaCosta - April Sexton Robyn Coffin - Cindy Herrmann Alexandra Metz - Elise Mills Marina Squerciati - Kim Burgess Samuel Taylor - Ed Slater Bob Thorson - mr. Alexander | 17 maart 2015     |  |
| Kazerne 51 wordt opgeroepen naar een brand in een appartement, daar halen zij een zwaargewonde baby uit het vuur. Al snel wordt ontdekt dat de vader verantwoordelijk was voor de brand, dit omdat hij een crack verslaafde is en dat hij dit rookte waar de baby bij was. Herrmann is woedend op hem en gaat dan verhaal halen bij hem. Brett voelt zich niet gelukkig in de relatie met Cruz en twijfelt of zij met hem door moet gaan. Mills blijft strijden voor zijn plek in het reddingsteam. |            |                                      |                    |                                   | |                   |  |
| 65 | 19         | I Am the Apocalypse                  | Joe Chappelle      | Dick Wolf Matt Olmstead           | Laurie Holden - dr. Hannah Tramble Nick Gehlfuss - dr. Will Halstead Emily Shaffer - dr. Diane Claman Karen Aldridge - dr. Kendra Yaya DaCosta - April Sexton S. Epatha Merkerson - Sharon Goodwin Lauren German - Leslie Shay Jesse Lee Soffer - Jay Halstead Patrick Flueger - Adam Ruzek | 7 april 2015      |  |
| Na een chemische lek in een fabriek worden de slachtoffers door kazerne 51 naar het ziekenhuis gebracht. Daar wordt het echter nog slechter als een zelfmoordterrorist zich opblaast door een handgranaat, dit nadat hij vertelt dat hij een dodelijk virus heeft verspreid in het ziekenhuis. Iedereen raakt dan in paniek en de deuren naar buiten worden allemaal vergrendeld. Tijdens de ontploffing is Severide zwaar gewond geraakt en de artsen moeten vechten voor zijn leven. Tijdens zijn operatie heeft Severide flashbacks over zijn tijd met Shay. Iedereen is opgelucht als blijkt dat er geen dodelijk virus aanwezig is, ook als zij horen dat Severide volledig zal herstellen. |            |                                      |                    |                                   | |                   |  |
| 66 | 20         | You Know Where to Find Me            | Jean de Segonzac   | Michael Gilvary                   | Yaya DaCosta - April Sexton Izabella Miko - Katya Linda Powell - Ingrid Mills Alexandra Metz - Elise Mills Marina Squerciati - Kim Burgess Randall Harr - Chase Mason | 21 april 2015     |  |
| Mills probeert een chauffeur te redden die in levensgevaar verkeerd na een auto-ongeluk. Casey is in zijn vrije tijd druk bezig met de renovatie in een stripclub. Hij krijgt steeds meer twijfels over de baas van de stripclub. Herrmann, Otis en Cruz bereiden hun jeugdteam voor op de aankomende jeugdijshockeykampioenschap. |            |                                      |                    |                                   | |                   |  |
| 67 | 21         | We Called Her Jellybean              | Joe Chappelle      | Matt Olmstead Tiller Russell      | Mariska Hargitay - Olivia Benson Dora Madison - Jessica 'Chili' Chilton Izabella Miko - Katya Joel Marsh Garland - Billy Carson Tamara Tunie - dr. Melinda Warner | 28 april 2015     |  |
| Een brand in een appartement blijkt een connectie te hebben met een verkrachting- en moordzaak, en de politie wordt ingeschakeld. Deze schakelen weer de SVU in die tien jaar geleden dezelfde zaak hebben gehad. |            |                                      |                    |                                   | |                   |  |
| 68 | 22         | Category 5                           | Dan Lerner         | Andrea Newman                     | Izabella Miko - Katya Dora Madison - Jessica 'Chili' Chilton Samuel Caleb Hunt - Craig Gurwitch Ryan Czerwonko - Igor | 5 mei 2015        |  |
| De spanningen lopen hoog op als Otis beschuldigingen uit tegen de nieuwe werknemer Scott Rice voor werkontduiking. Severide blijft echter Rice steunen wat de relatie tussen het brandweerteam en het reddingsteam niet ten goede komt. Severide besluit wel om Rice hier op aan te spreken wat door hem niet in dank wordt afgenomen. Casey krijgt bezoek van brigadier Voight, hij wil dat Casey undercover gaat in de stripclub. Dit omdat zij de eigenaar al een tijd in de gaten houden voor mensenhandel. Herrmann besluit om Chilton te helpen met haar nieuwe idee, het idee is om kleine flesjes champagne op de markt te brengen. Herrmann wil dit idee uitvoeren in Molly's Bar, en besluit om ook het idee te financieren. |            |                                      |                    |                                   | |                   |  |
| 69 | 23         | Spartacus                            | Michael Brandt     | Michael Brandt Derek Haas         | Izabella Miko - Katya Dora Madison - Jessica 'Chili' Chilton Scottie Pippen - zichzelf Ryan Czerwonko - Igor Kurt Ehrmann - chief Joel Tiberg | 12 mei 2015       |  |
| De spanningen tussen het brandweerteam en het reddingsteam blijft voortduren, dit zet hun leven op het spel bij een huis dat gevuld is met gas. Severide ontdekt dan dat Otis gelijk had en Rice wordt dan ontslagen uit het reddingsteam. Cruz krijgt een brief met daarin vermeld dat hij geslaagd is voor de opleiding tot reddingswerker, nu Rice weg is wordt hem deze baan aangeboden. Casey is ondertussen undercover bezig voor de politie in de stripclub voor mensenhandel. Tijdens zijn undercoveroperatie wordt al snel duidelijk dat hij met levensgevaarlijke mensen te maken krijgt die nergens voor terugdeinzen. Herrmann, Chilton en Otis zijn nog steeds druk bezig om het idee van Chilton uit te voeren en willen een bekend persoon strikken voor hun campagne. Dawson voelt zich al een tijd niet lekker en denkt ineens dat zij weleens zwanger kan zijn. |            |                                      |                    |                                   | |                   |  |